# Tonny van Ede

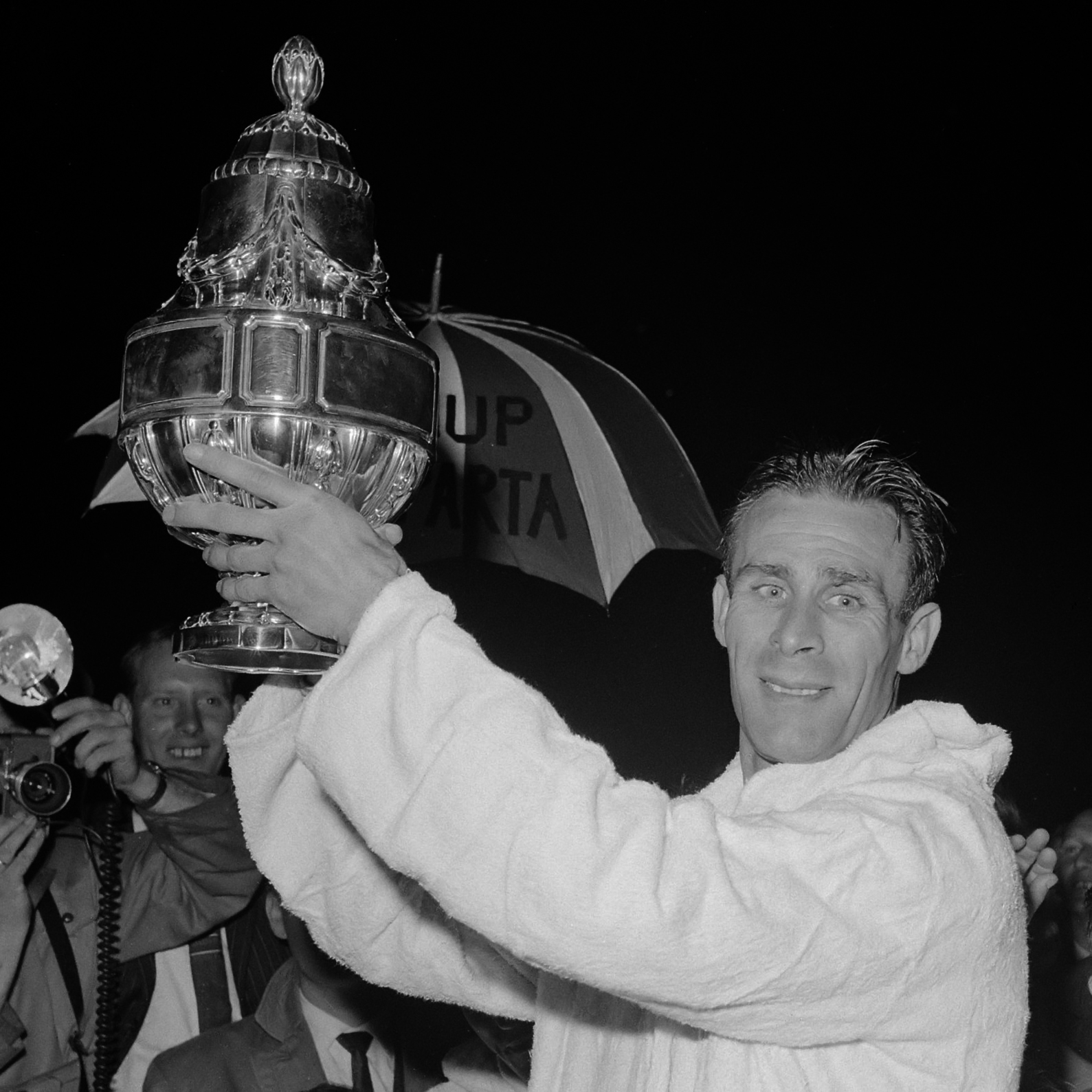
van Ede (1962)

Antonie „Tonny“ van Ede (* 22. Dezember 1924 in Rotterdam; † 16. Februar 2011 in Zwijndrecht; auch Tonnie van Ede) war ein niederländischer Fußballspieler. Von 1947 bis in die 1960er Jahre war der Rechtsaußen bei seinem Heimatverein Sparta Rotterdam in der höchsten Spielklasse aktiv und wurde mit ihm 1959 Niederländischer Meister und zweimal Pokalsieger. Zweimal kam er auch in der Nationalmannschaft zum Einsatz.

## Karriere

### Verein
Tonny van Ede wurde als zehnjähriger Steppke schon 1935 Mitglied bei Sparta. Der Zweite Weltkrieg verhinderte zunächst eine Karriere des Jugendlichen. Er wurde zur Zwangsarbeit nach Deutschland verschleppt, konnte fliehen und schloss sich in Großbritannien der Prinses Irene Brigade an, einer Militärbrigade von Niederländern, die der deutschen Besatzung entkommen waren. Ein Jahr nach der Befreiung kehrte er nach Rotterdam zurück und spielte ab dem folgenden Jahr in der ersten Mannschaft von Sparta, die 1946 in die Eerste Klasse aufgestiegen war. Die Punkterunde 1948/49 beendete Sparta als Tabellenletzter; erst in einem Entscheidungsspiel in Zaandam beim ZFC konnte die Mannschaft dank eines Treffers von van Ede die Klasse erhalten. Zwei Jahre später gewann Sparta das wichtige Turnier um den Zilveren Bal; 1953 wurde sie Meister der Eerste Klasse West, musste sich jedoch in der Endrunde RC Haarlem und PSV Eindhoven knapp geschlagen geben. 1956 erreichten die Rotterdamer erneut die Endrunde um die Meisterschaft.
Auch nach Einführung des Profifußballs blieb der „pfeilschnelle Außenstürmer“ mit Sparta erstklassig. Das Team erreichte 1957 den achten, 1958 den neunten Platz der neuen Eredivisie und gewann in diesem Jahr den KNVB-Pokal. In der Saison 1958/59 wurde das Team von Trainer Denis Neville mit den Nationalspielern van Ede, Piet de Vries, Wim van der Gijp und Tinus Bosselaar zum ersten Mal seit 1915 Landesmeister; Mannschaftskapitän van Ede traf in 34 Saisonspielen 19 Mal.
In der Saison 1959/60 trat van Ede mit Sparta im Europapokal der Landesmeister an. Dank eines Erfolgs im Entscheidungsspiel gegen IFK Göteborg erreichte das Team um Torhüter Fred Mühring, mit van Ede auf der rechten Seite, Bosselaar links und Joop Daniëls (gegen Göteborg) bzw. Peter Fitzgerald (gegen Glasgow) als Mittelstürmer das Viertelfinale gegen die Glasgow Rangers. Nach einer 2:3-Niederlage im Heimspiel brachte der Treffer zum 1:0-Sieg im Ibrox Park von Tonny van Ede, „Rotterdams Stanley Matthews“, Sparta erneut ein Entscheidungsspiel, das jedoch in London verloren ging. Es blieb bis dato (Stand: April 2011) das letzte Spiel der Rotterdamer im Landesmeisterpokal. Wiederum als Pokalsieger musste das Team um van Ede 1962/63 im Europapokal der Pokalsieger bereits in der Qualifikation nach Sieg und Niederlage gegen Lausanne-Sports die Segel streichen; das Rückspiel im Sparta Stadion Het Kasteel war das letzte internationale Spiel van Edes.
Insgesamt stand Tonny van Ede in 455 Ligaspielen für Sparta auf dem Platz; mehr als 520 waren es, rechnet man Pokal- und andere Pflichtspiele hinzu. Die Zahl seiner Treffer für Sparta ist nicht genau überliefert. In der Eredivisie waren es von 1956 bis in die Saison 1963/64 insgesamt 73 (nach anderen Angaben 71) Tore in 227 Spielen. In europäischen Pokalwettbewerben absolvierte er acht Spiele und traf darin einmal. Nach der Saison 1963/64 wechselte van Ede zum Schiedamer Klub Hermes DVS, für den er noch zwei Jahre in der drittklassigen Tweede Divisie spielte.

### Nationalmannschaft
In der Saison 1952/53, die Sparta mit einem Punkt Vorsprung vor dem amtierenden Meister Willem II Tilburg beendete, berief die Auswahlkommission des KNVB Tonny van Ede erstmals in den Kader der A-Nationalmannschaft. Bei seinem ersten Einsatz als Ersatz für Stamm-Rechtsaußen Piet van der Kuil am 19. April 1953 gegen Belgien debütierten außer ihm auch Max van Beurden und Wim Bleijenberg. Es war das 200. Länderspiel der Niederlande, in dem auch van Edes Sparta-Mannschaftskameraden Wim Landman im Tor und Rinus Terlouw als Mittelläufer sowie Routinier Abe Lenstra aufliefen, das jedoch im Olympiastadion Amsterdam durch Treffer von Henri Coppens und Augustin Janssens mit 0:2 verloren ging. Auch in van Edes zweitem und letztem Länderspiel am 27. September 1953 in Oslo gegen Norwegen, in dem erneut vier Spieler debütierten, verlor die Elftal; dieses Mal mit 0:4.

## Erfolge und Ehrungen
- Niederländischer Meister: 1959
- Niederländischer Pokalsieger: 1958, 1962
- Meister der Eerste Klasse West: 1953, 1956

- Schon 1963 wurde Tonny van Ede Ehrenmitglied von Sparta Rotterdam.
- Im August 2008 erschien anlässlich des 120-jährigen Bestehens des Vereins das Buch Sparta's Top en Tob 60 Aller Tijden.[12] Darin wurde van Ede der zweite Platz der besten Sparta-Fußballspieler der Geschichte (hinter Bok de Korver) zuerkannt.
- Im Jahre 2010 wurde anlässlich van Edes 75-jähriger Vereinsangehörigkeit die Haupttribüne des Sparta Stadion Het Kasteel in Tonny van Ede-Tribune umbenannt.[13]
- Van Edes Handabdruck ist auf einem Stein des Rotterdamer Walk of Fame Europe verewigt.[14]